# Hans Pascher
Hans Pascher (* 19. Juni 1858 in Sankt Margarethen im Burgenland; † 23. Mai 1942 in Graz) war ein österreichischer Baumeister und Architekt des Historismus.

## Leben
Hans Pascher wurde 1858 im damaligen Deutsch-Westungarn in eine Baumeisterfamilie geboren. Er absolvierte die Staatsrealschule Ödenburg, erlernte nach 1873 zusätzlich in Wien das Maurerhandwerk und besuchte die k.k. Bau- und Maschinengewerbeschule sowie die Architekturschule von Friedrich von Schmidt an der Akademie der bildenden Künste Wien. Schmidt ließ den jungen Architekten auch beim Bau des Wiener Rathauses Praxis erwerben.
1884 kam Pascher nach Graz, wo er bei Stadtbaumeister Josef Flohr rund zehn Jahre arbeitete. Er war ab 1893 leitend beim Bau des Hauptgebäudes der Universität Graz beschäftigt und machte sich danach als Architekt selbständig.
Nach dem Tod von Robert Mikovics folgte er diesem als Architekt des Christlichen Kunstvereines der Diözese Seckau. Pascher lieferte Entwürfe für Neubauten, entwickelte Umbaupläne bereits bestehender Kirchen und sorgte auch für die stilgerechte Ausstattung von Kirchen. Dementsprechend liegt der Schwerpunkt seiner Arbeiten in der Steiermark, auch der heute slowenischen Untersteiermark. Sein außerkirchliches Werk umfasst Entwürfe für Kommunal-, Villen- und Wohnbauten.
Im Mai 1942 verstarb Hans Pascher im Alter von 83 Jahren in Graz.

## Werke
Pascher steht beim Kirchenbau für eine ungebrochene, von Tendenzen des Jugendstils und der Moderne unbeeinflusste Fortsetzung des Historismus, dessen Themen immer wieder variiert werden. Bei seinen Profanbauten war er ein Verfechter der romantischen Heimatschutzarchitektur.
- Fernitz (Österreich), Wallfahrtskirche Maria Trost (Altäre), 1895[5]
- Prebold (Slowenien), Pfarrkirche St. Paul, 1895–1898
- Čadram (Slowenien), Pfarrkirche St. Johann Baptist, 1895–1899
- Cirkovce (Slowenien), Pfarrkirche Mariä Himmelfahrt, 1904–1906[6]
- St. Margarethen an der Raab (Österreich), Pfarrkirche hl. Margarethe, 1896–1897
- Rettenegg (Österreich), Pfarrkirche St. Florian, 1897[5]
- Maribor (Slowenien), Kathedrale St. Johann der Täufer (Nebenaltäre: Herz-Jesu-Altar und Herz-Mariä-Altar), 1898[2]
- Pischelsdorf (Österreich), Pfarrkirche St. Peter und Paul, 1898–1902
- Feldbach (Österreich), Pfarrkirche St. Leonhard, 1898–1900[5]
- Radelca (Slowenien), Pfarrkirche St. Pankraz, 1898–1910[2][7][8]
- Žalec (Slowenien), Pfarrkirche St. Nikolaus, 1898 und 1903–1906
- Judenburg (Österreich), Pfarrkirche St. Nikolaus 1899–1902
- Leoben (Österreich), Pfarrkirche Maria am Waasen 1900–1901[9][10]
- Lethkogel (Österreich), Stainzer Warte, 1902
- Weißkirchen (Österreich), Pfarrkirche St. Veit, 1903–1904
- Graz (Österreich), Pfarrkirche St. Josef, 1903–1910
- Zeltweg (Österreich), Pfarrkirche Herz Jesu, 1904–1906
- Ljubljana-Vič (Slowenien), Pfarrkirche und Kloster St. Antonius von Padua, 1906–1908
- Tanzenberg, St. Veit an der Glan (Österreich), Klosterkirche Schloss Tanzenberg, 1906–1910
- Unterlamm (Österreich), Pfarrkirche St. Heinrich, 1907–1910
- Dol bei Hrastnik (Slowenien), Pfarrkirche St. Jakob, 1908–1909
- Brestanica (Slowenien), Basilika unserer Lieben Frau von Lourdes, 1908–1911
- Drežnica bei Kobarid, Hl. Herz Jesu Kirche, 1911–1914
- Rogašovci (Slowenien), Pfarrkirche S. Georg, 1925

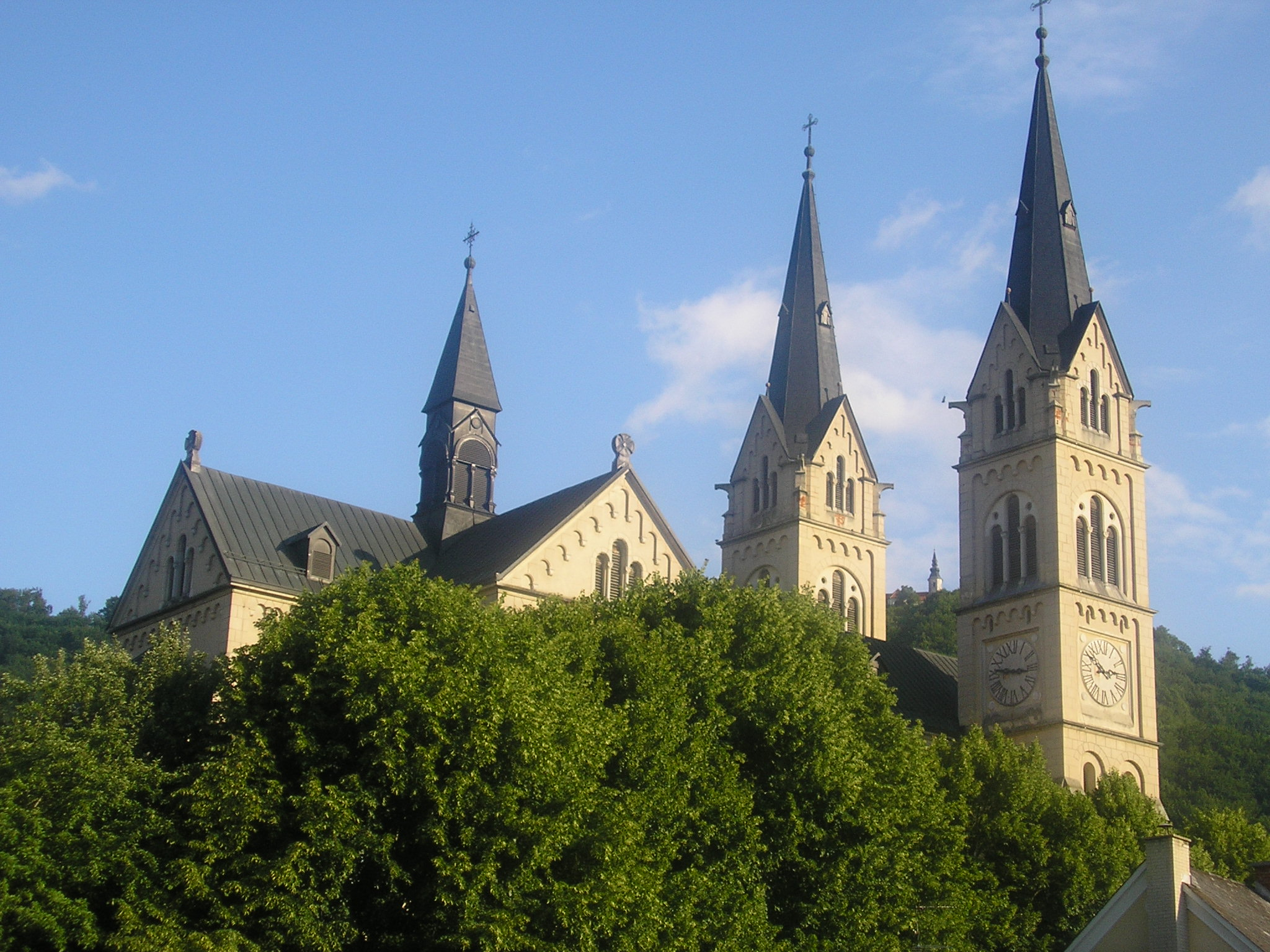
Basilika Unserer Lieben Frau von Lourdes (Brestanica), Slowenien
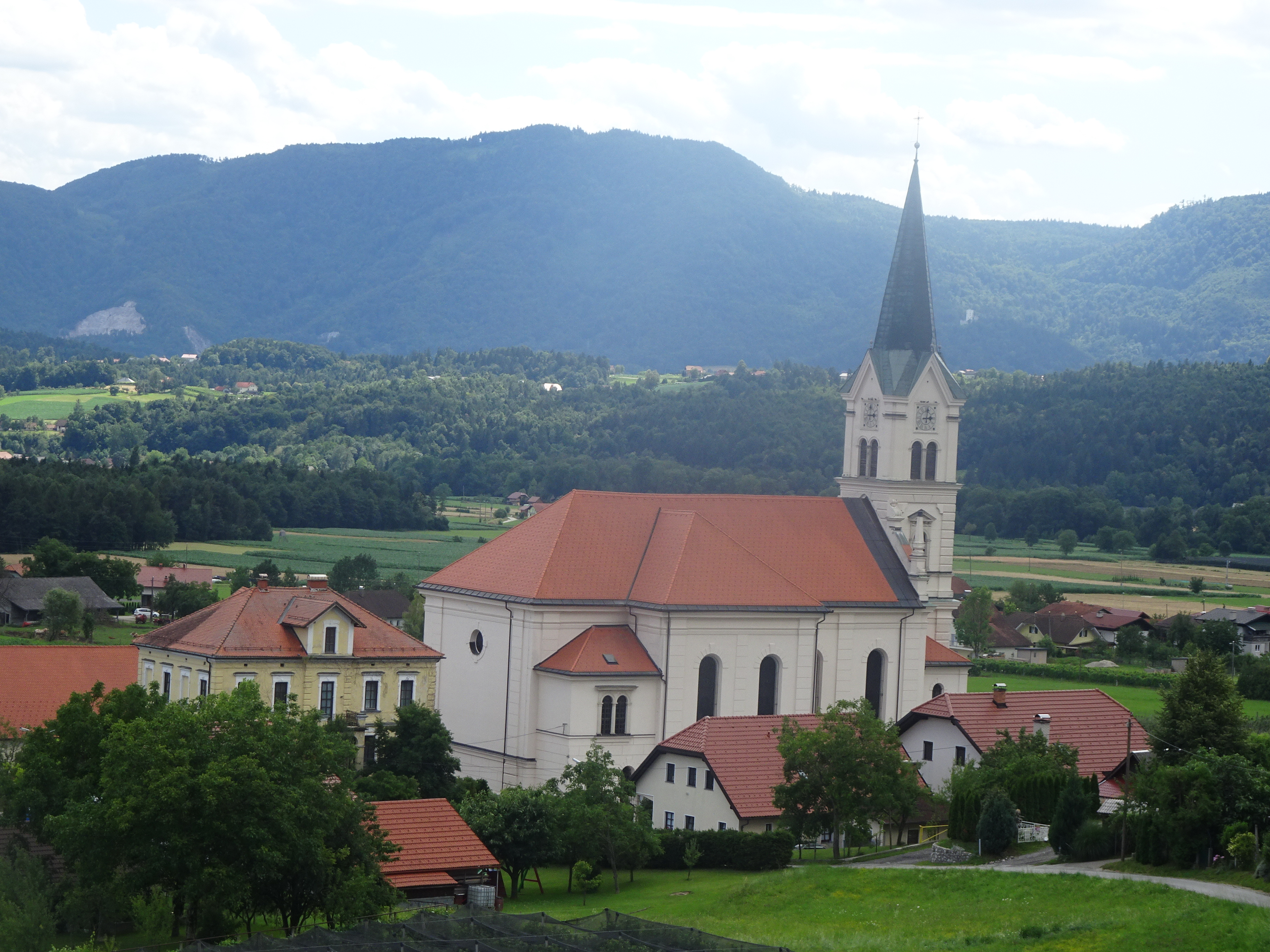
Pfarrkirche Johann Baptist in Čadram, Slowenien
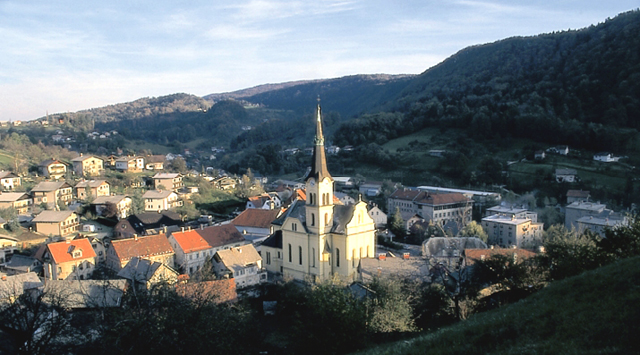
Pfarrkirche St. Jakob, Dol bei Hrastnik, Slowenien
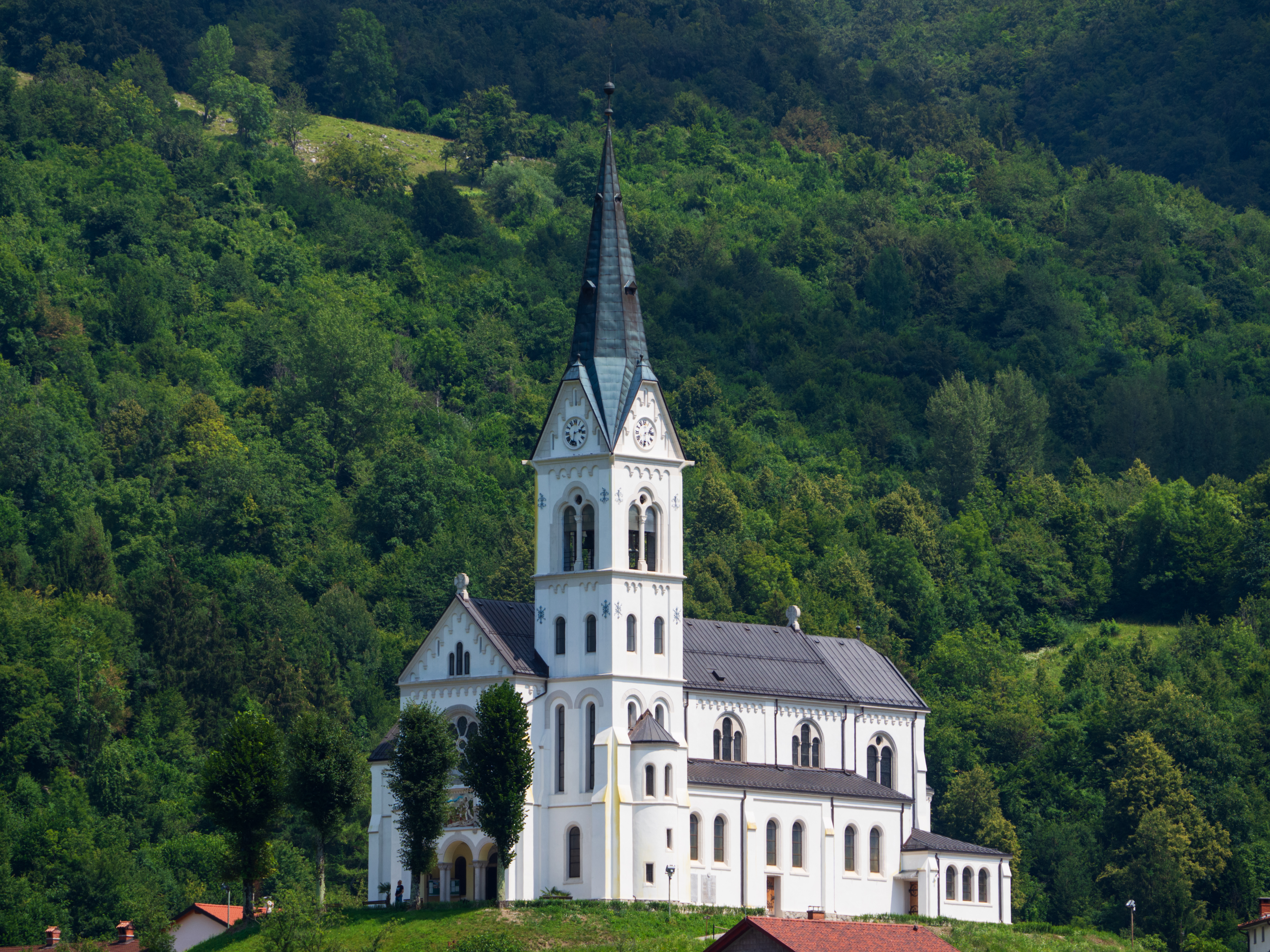
Hl. Herz Jesu Kirche in Drežnica, Gemeinde Kobarid, Slowenien
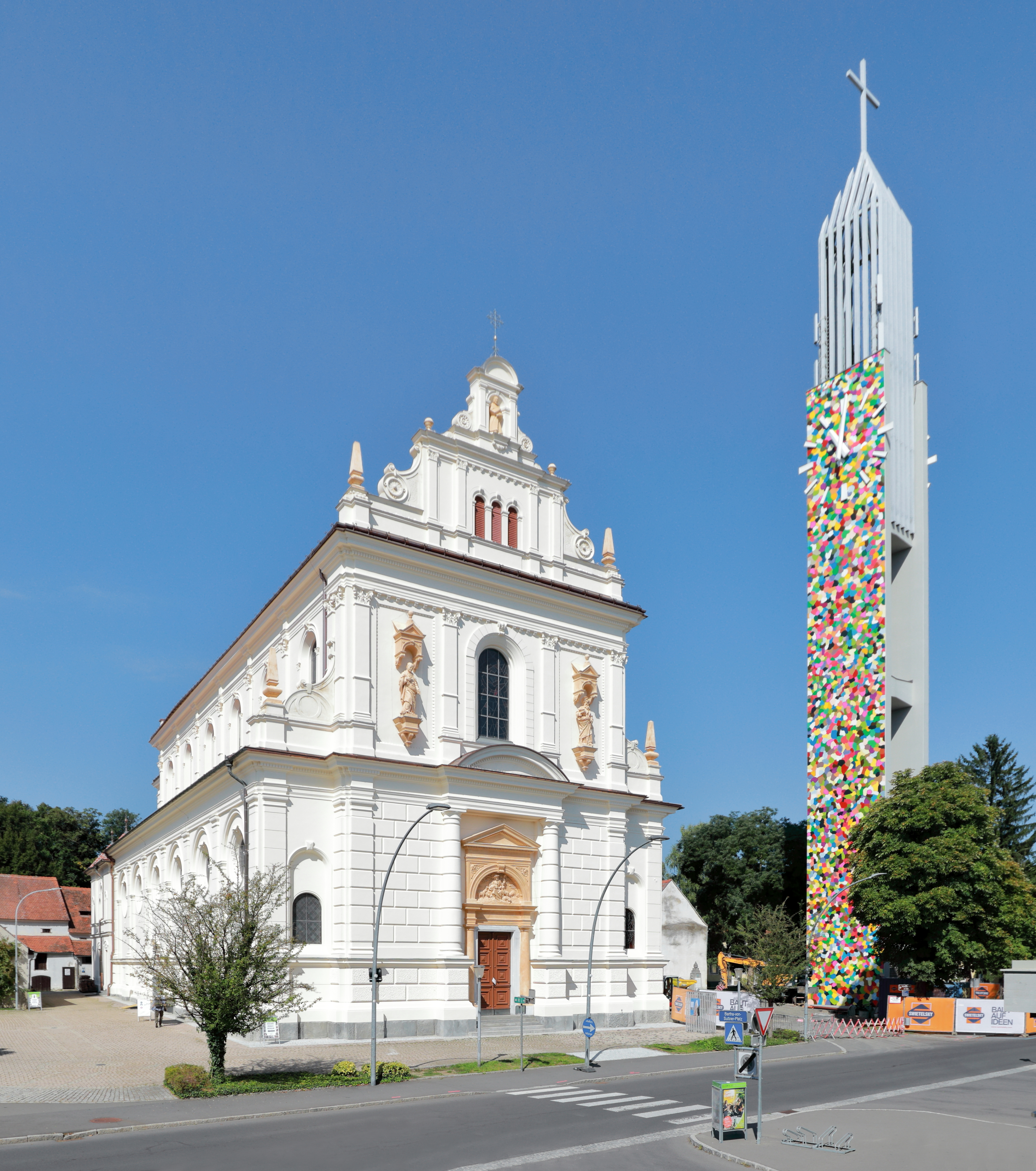
Pfarrkirche St. Leonhard in Feldbach (Steiermark), Österreich
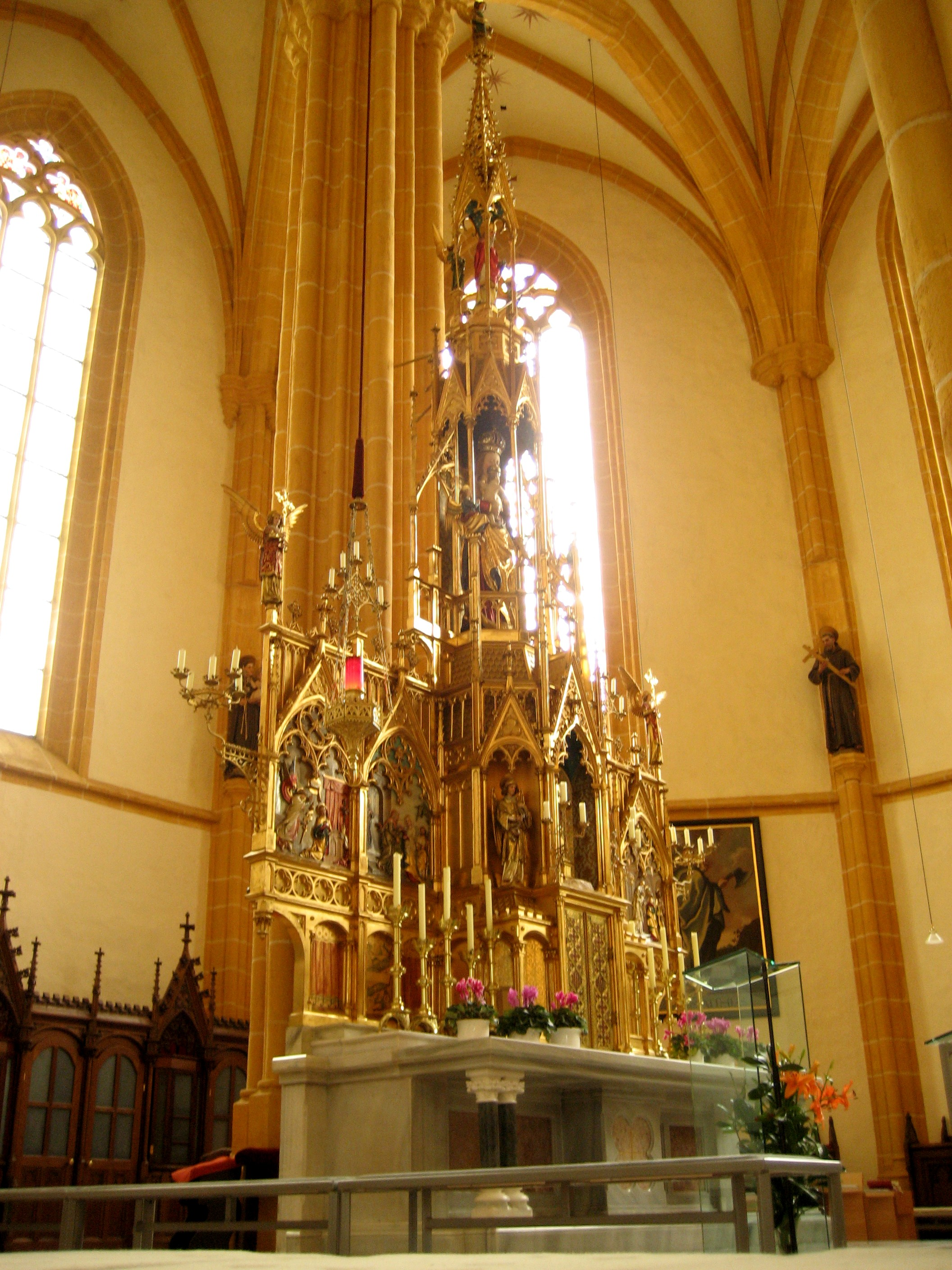
Wallfahrtskirche Maria Trost, Fernitz - Hochaltar, Österreich
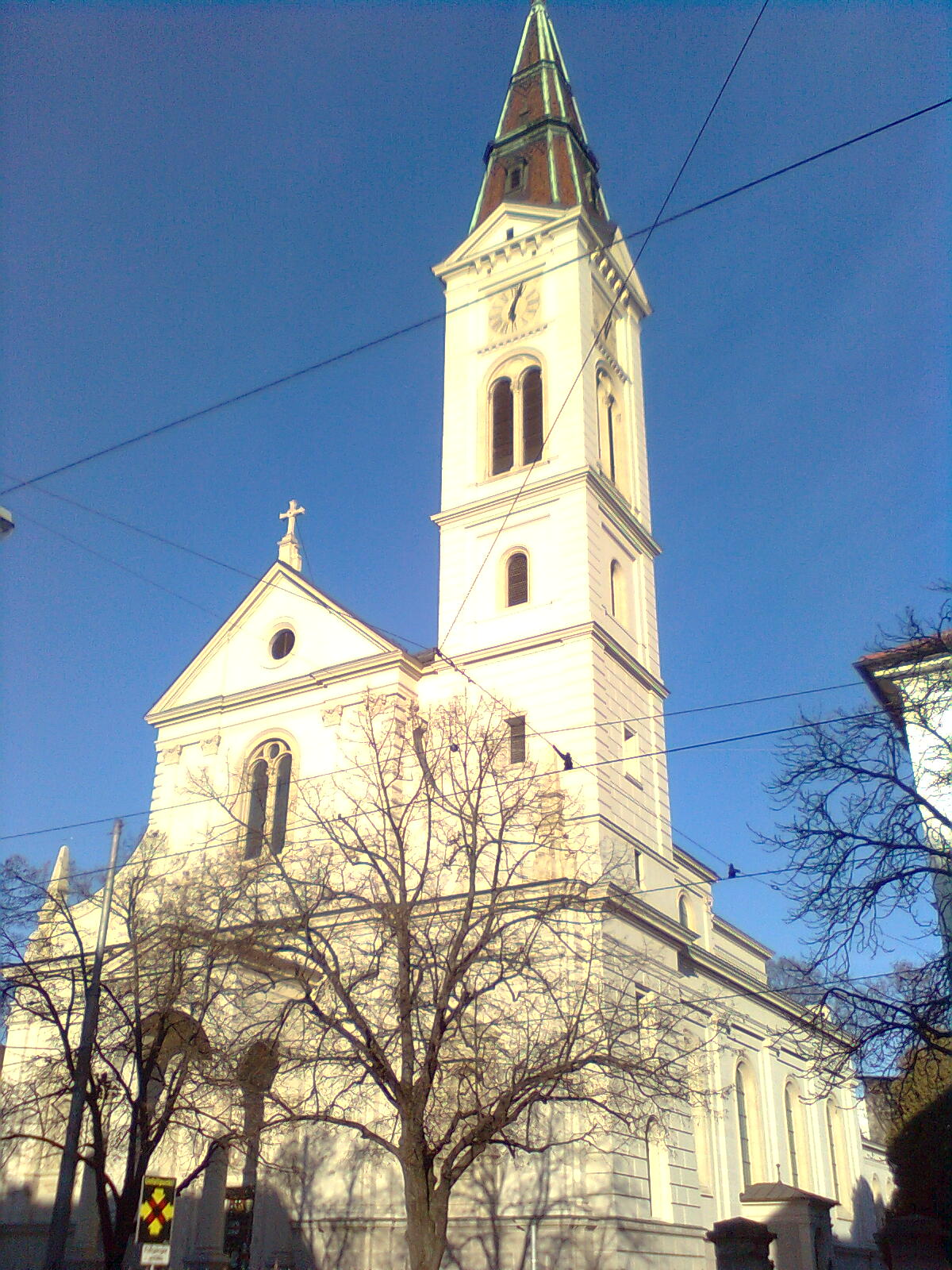
Pfarrkirche Graz-St. Josef, Österreich
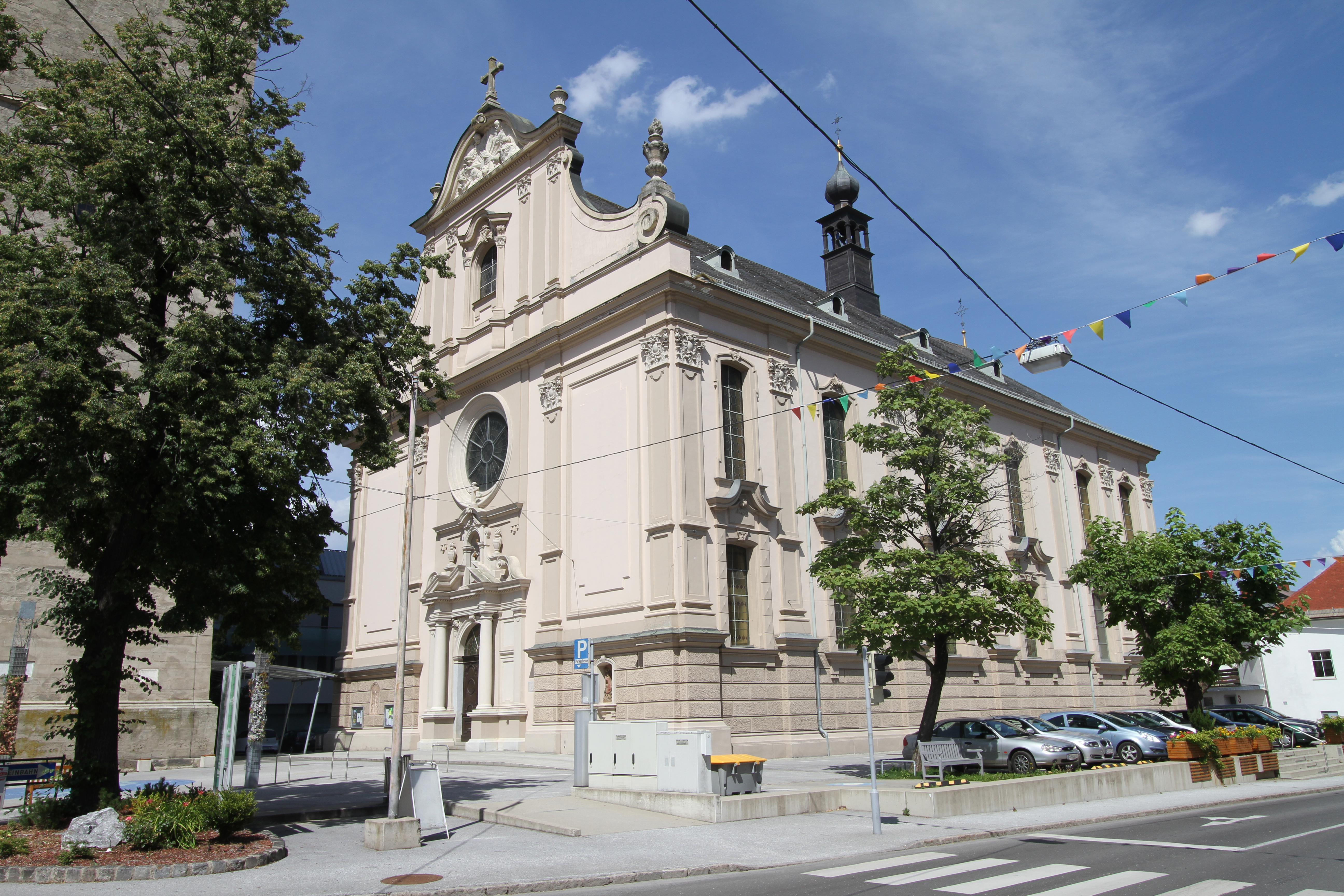
Pfarrkirche St. Nikolaus (Judenburg), Österreich
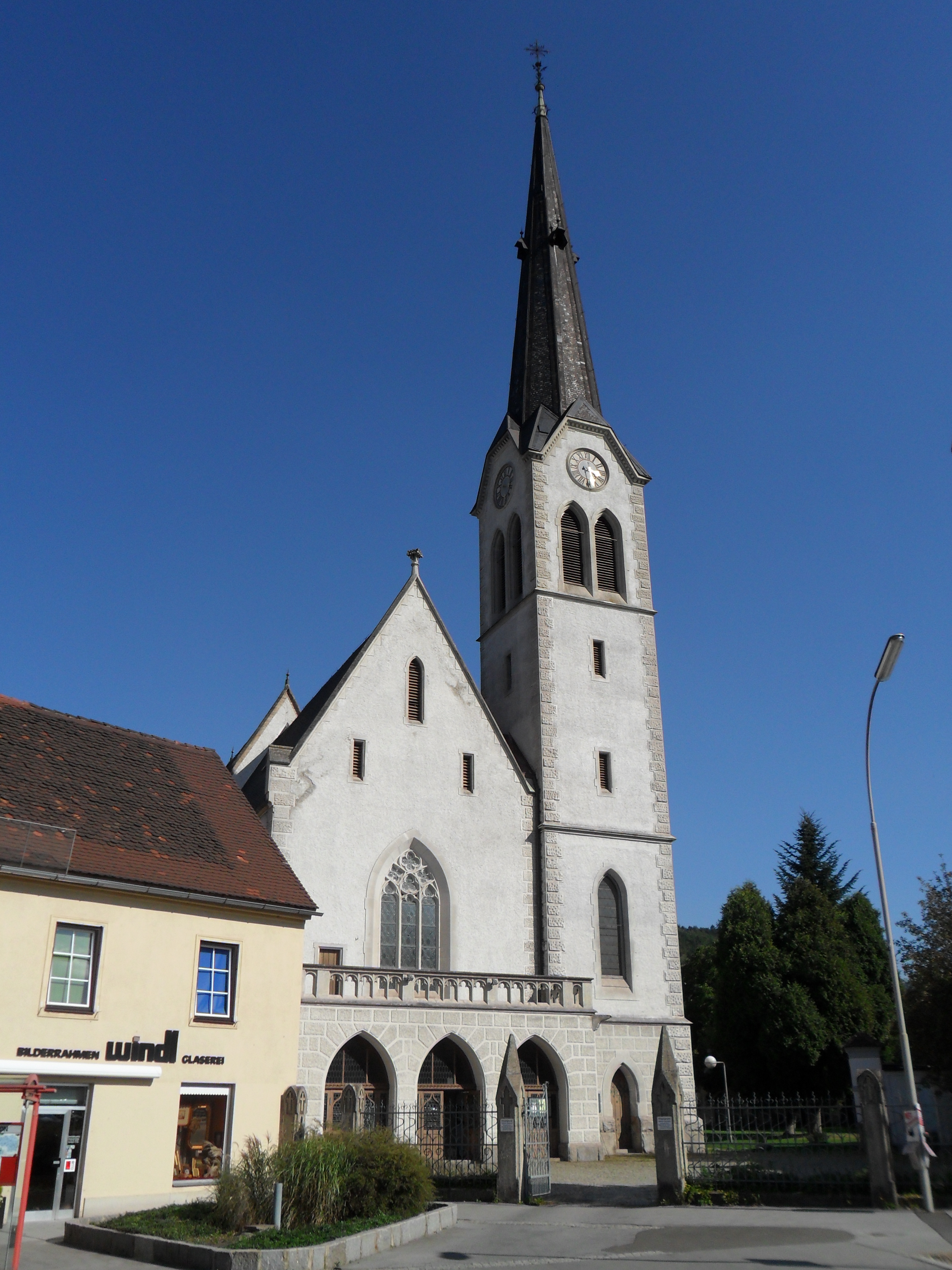
Pfarrkirche Leoben-Waasen
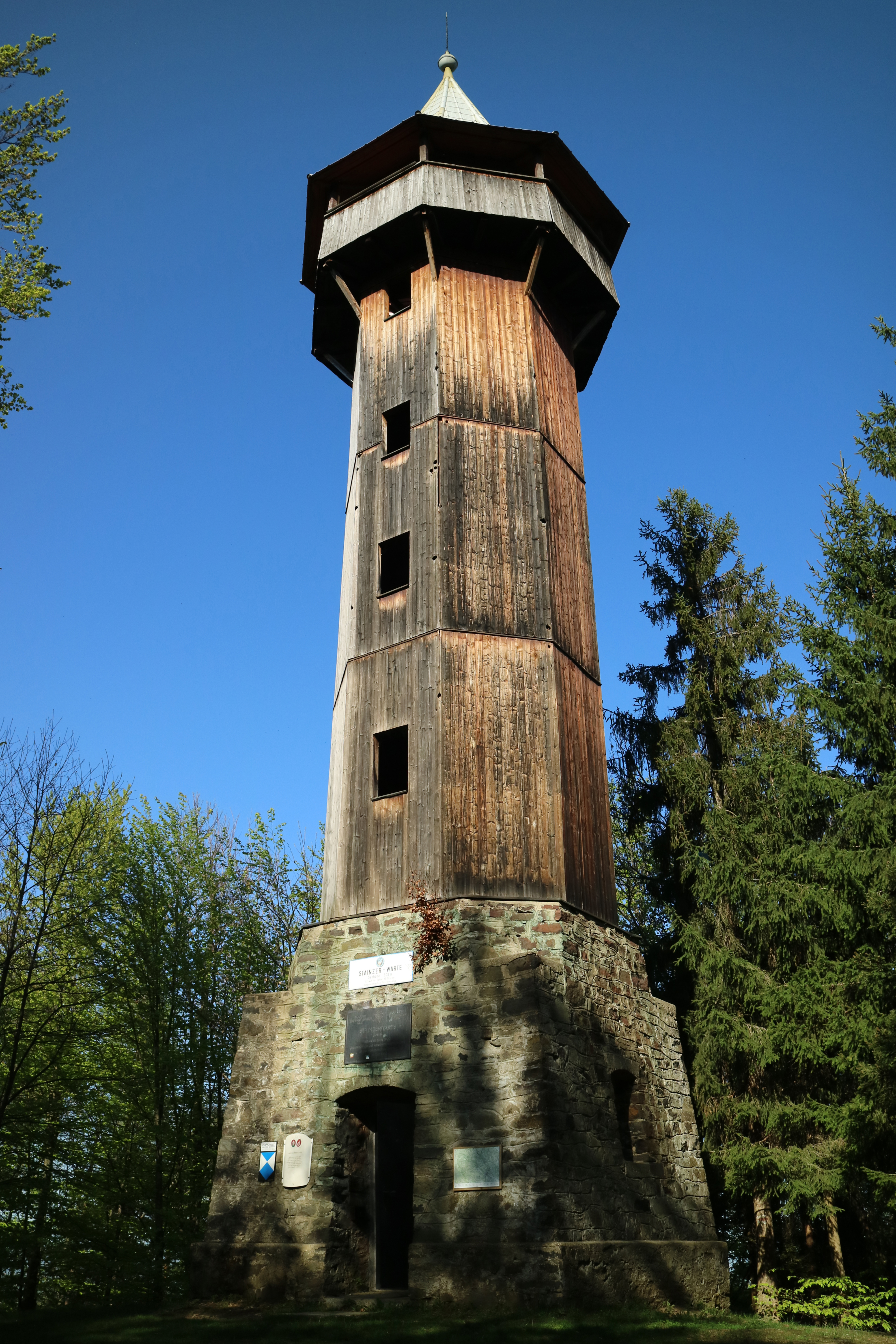
Stainzer Warte (Lethkogel), Österreich
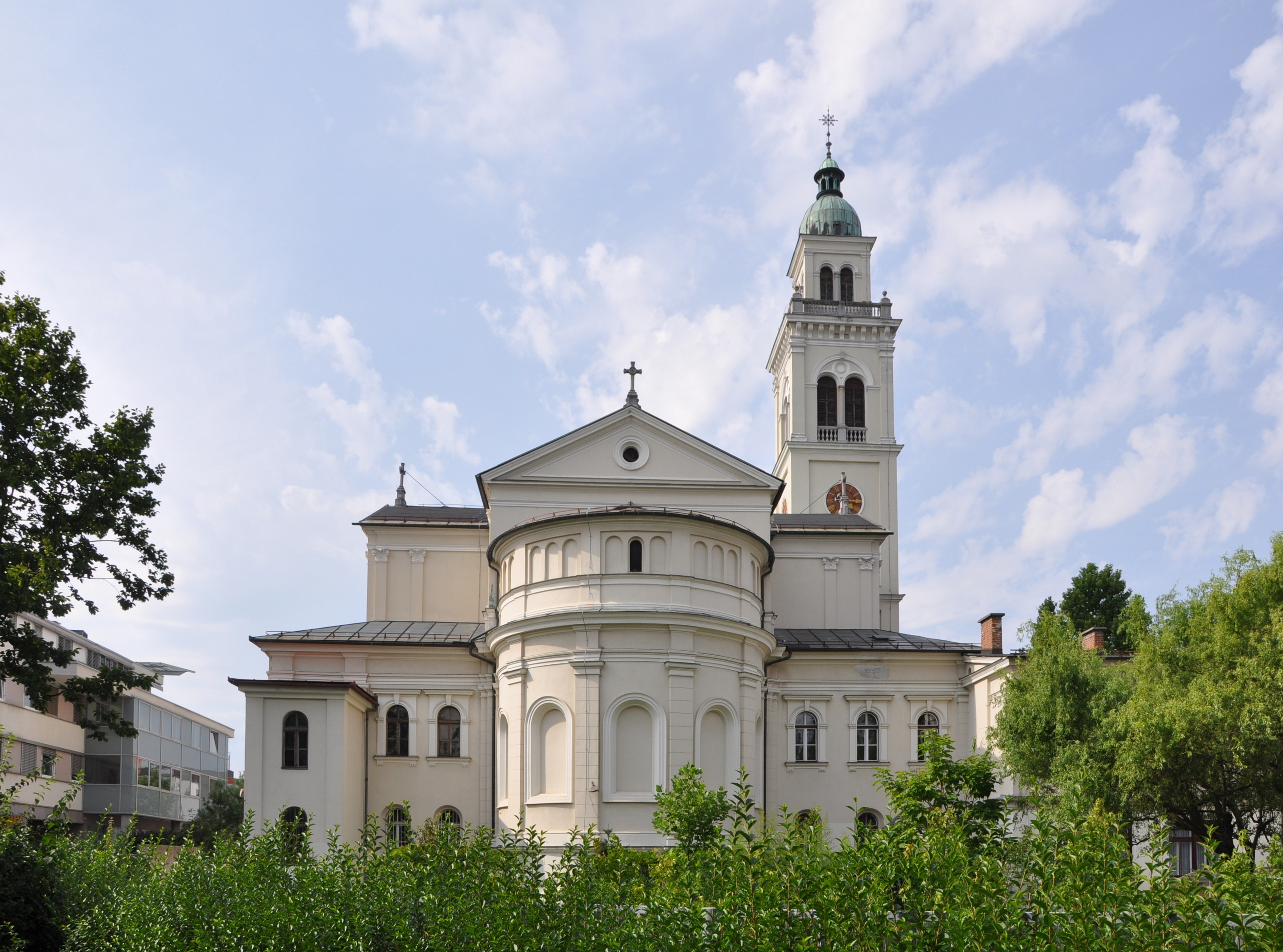
Pfarrkirche St. Antonius von Padua in Ljubljana-Vič, Slowenien
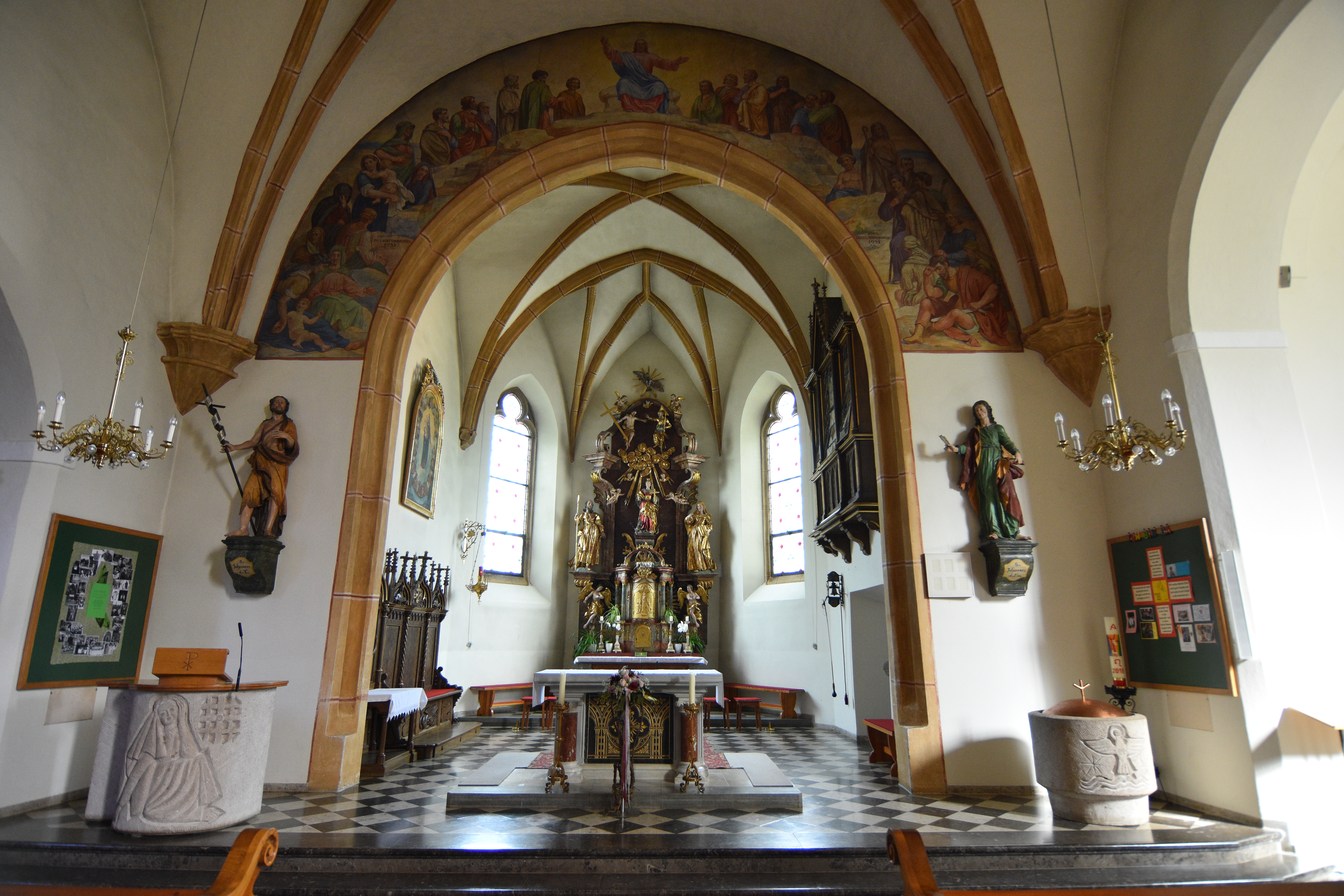
Pfarrkirche St. Margarethen an der Raab, Österreich
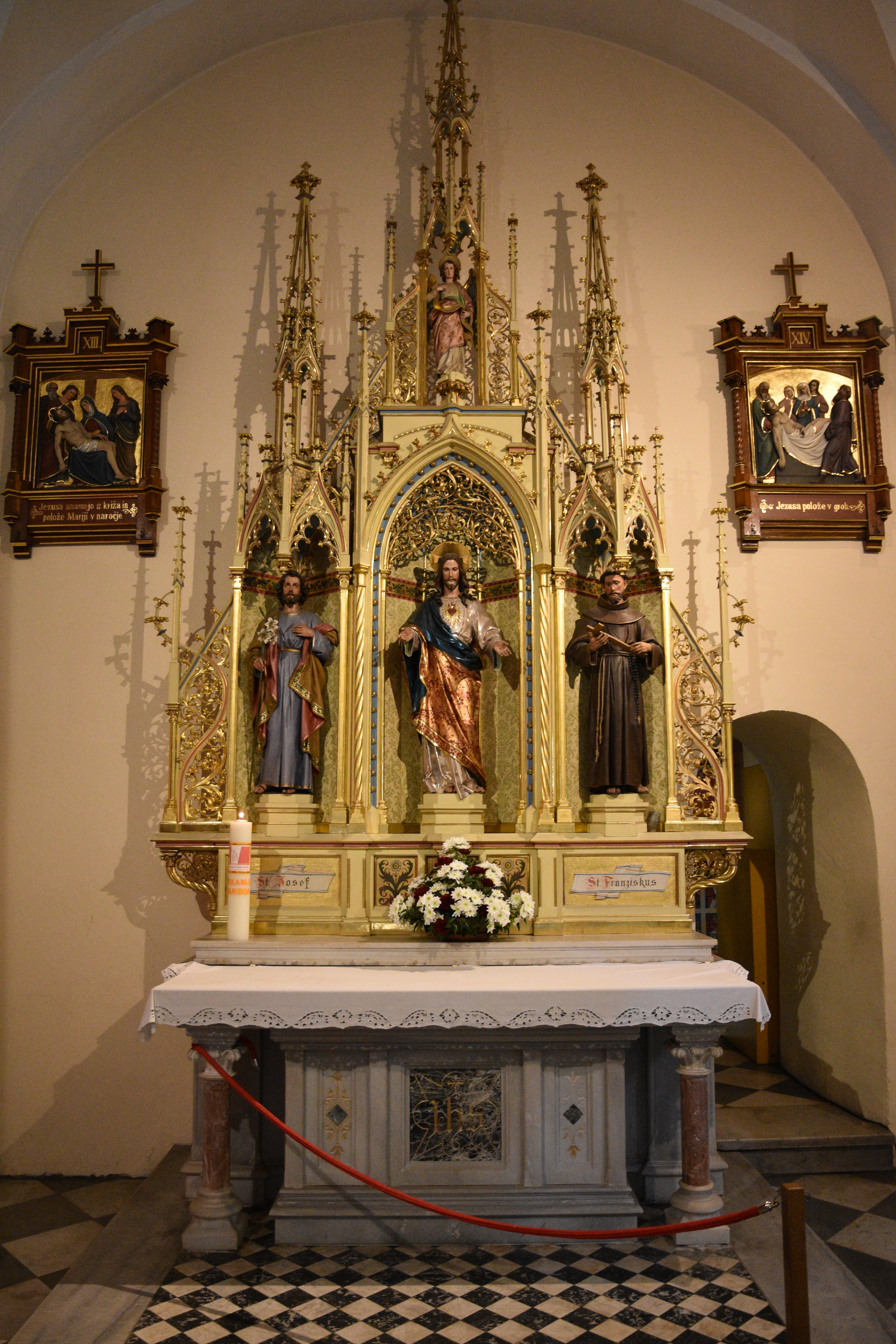
Kathedrale von Maribor (Herz-Jesu-Altar), Slowenien
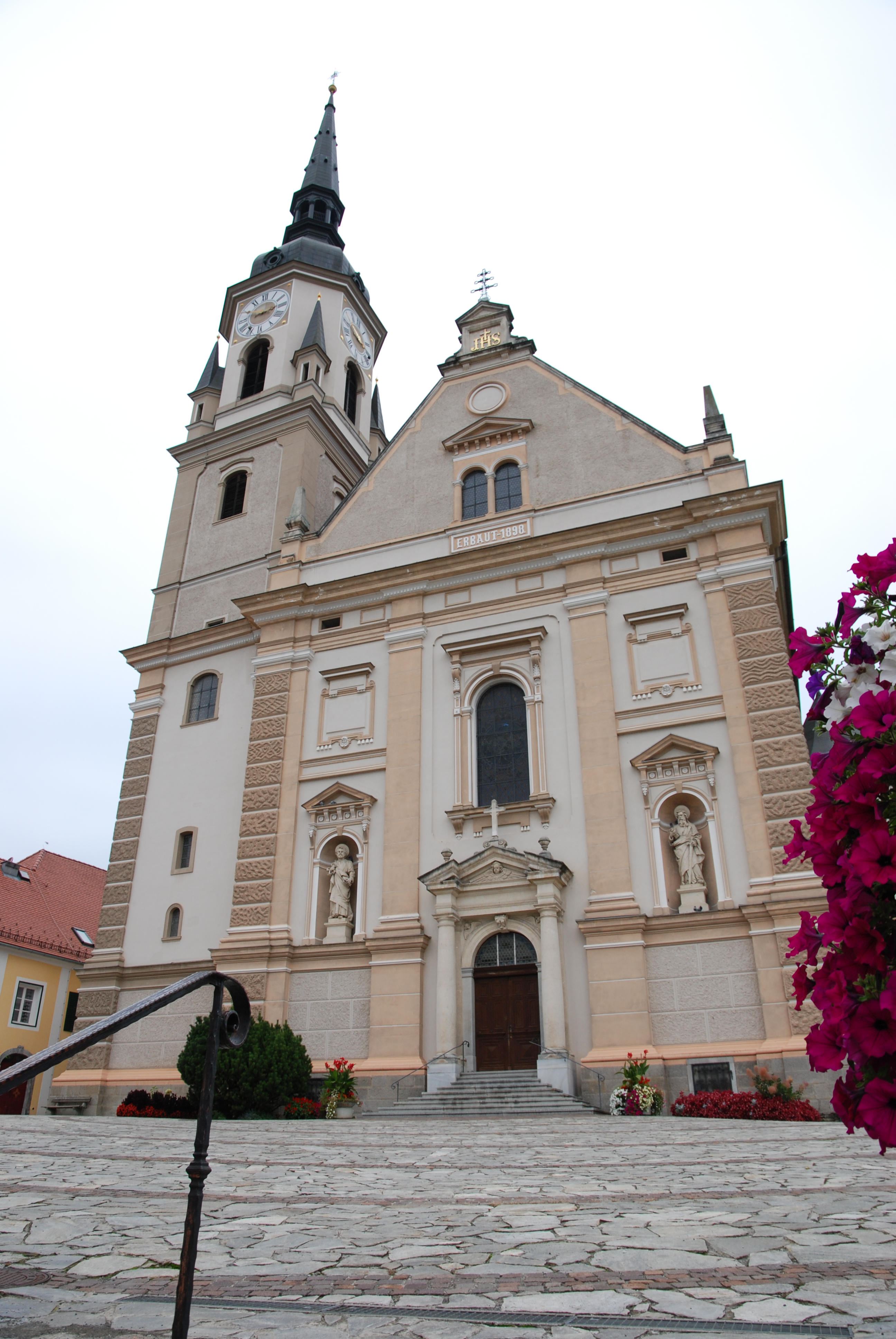
Pfarrkirche Pischelsdorf am Kulm. Österreich
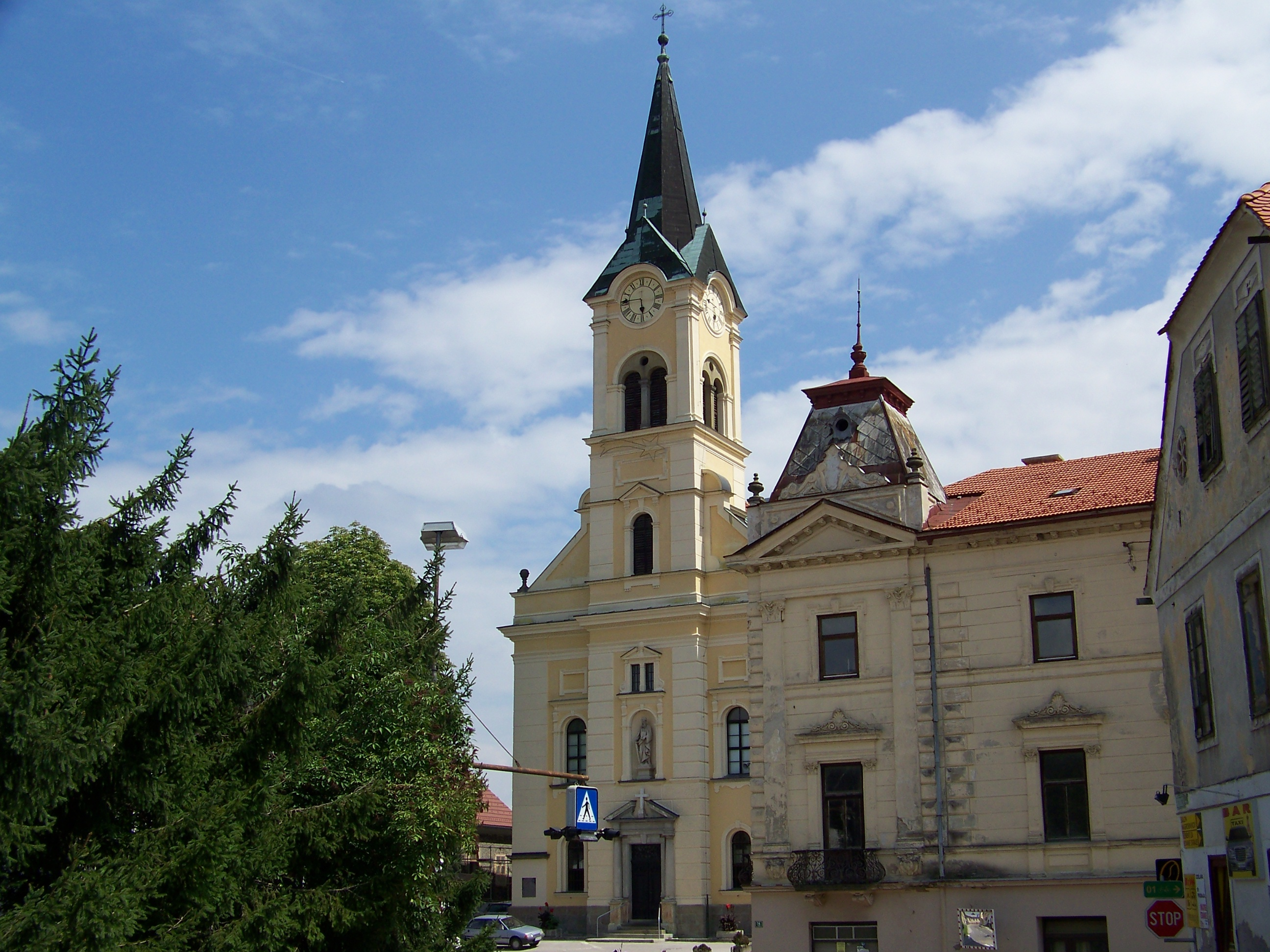
Pfarrkirche St. Paul in Prebold, Slowenien
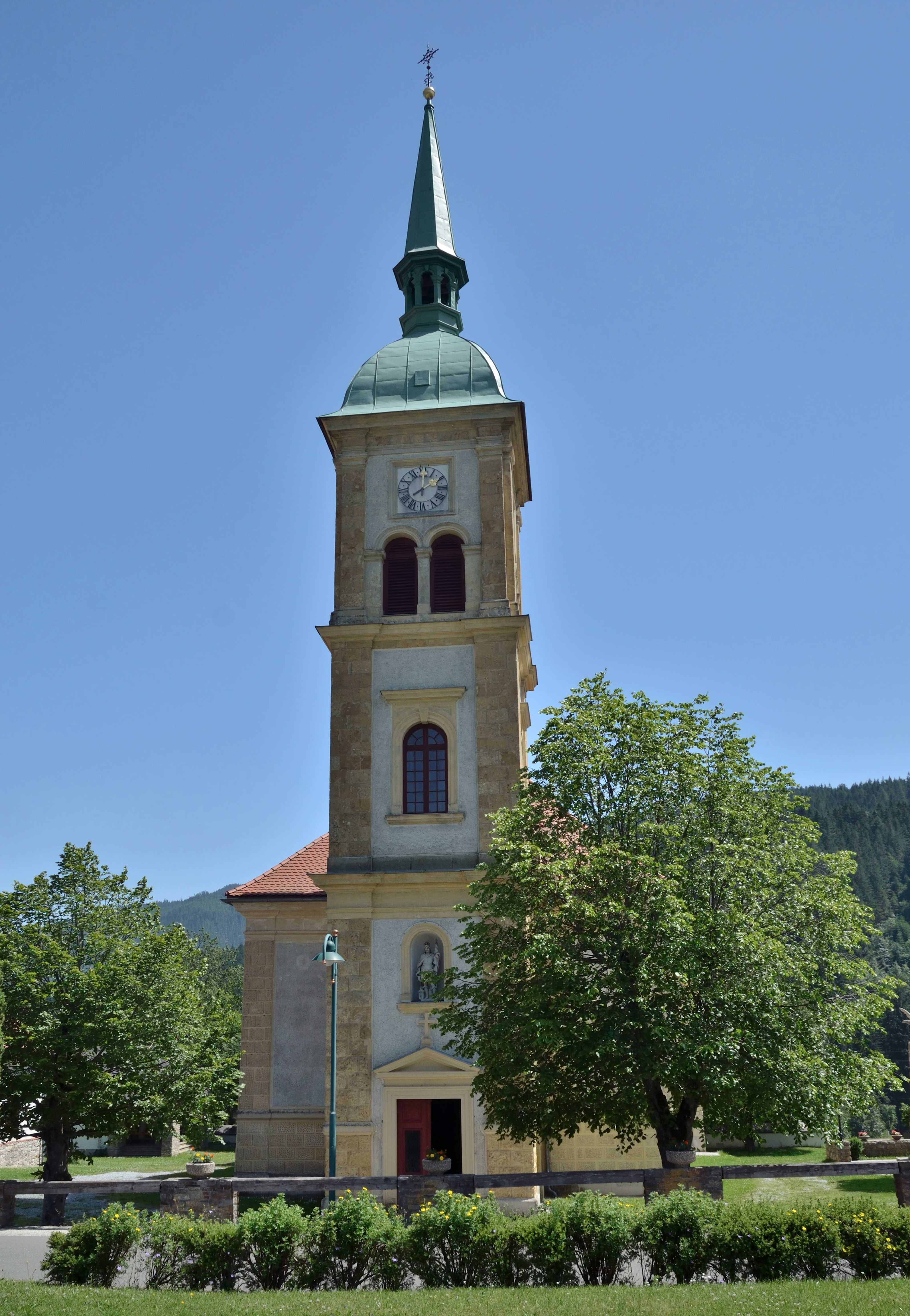
Pfarrkirche Rettenegg, Österreich
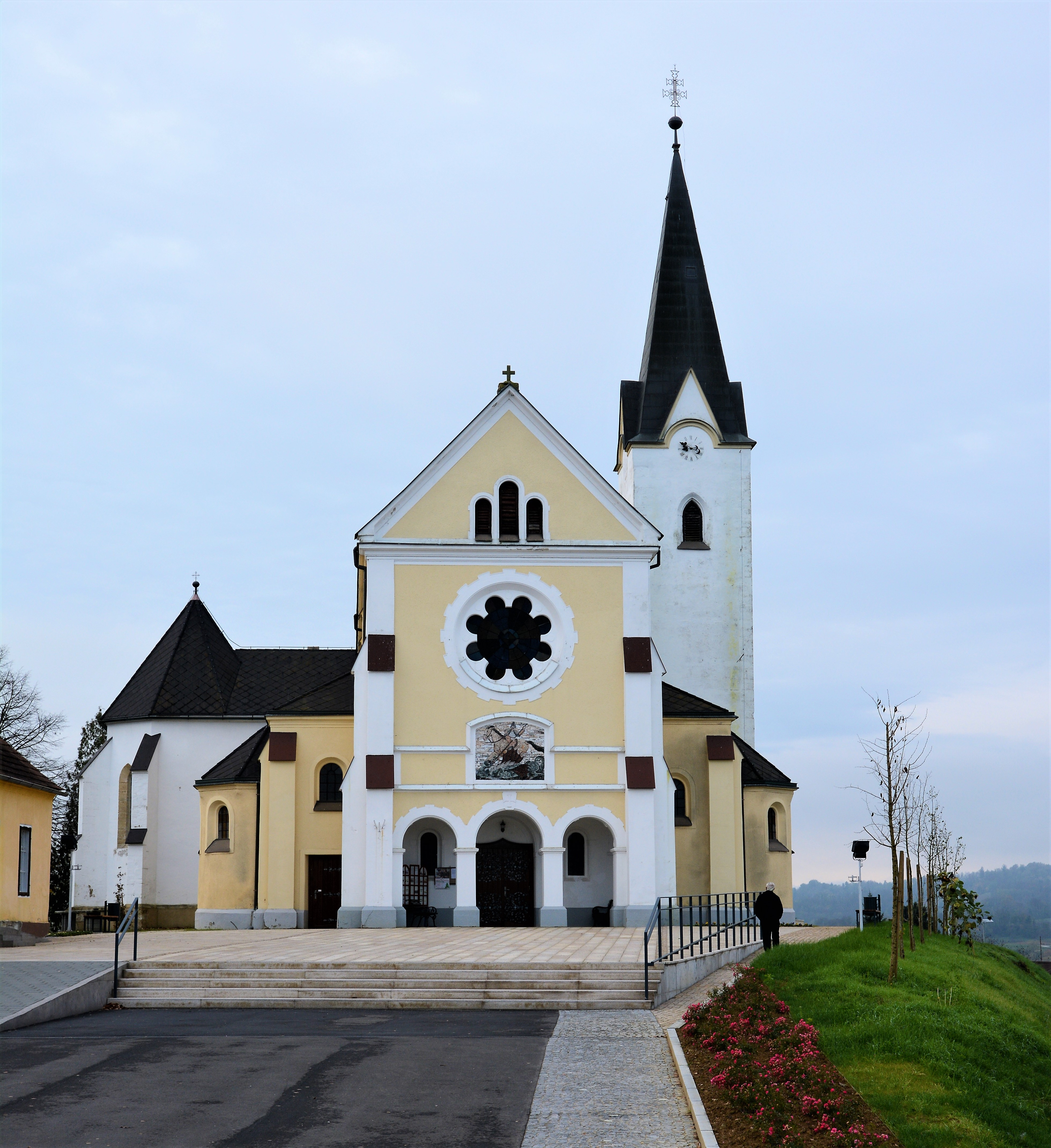
Pfarrkirche Svti Jurij in Rogašovci, Slowenien
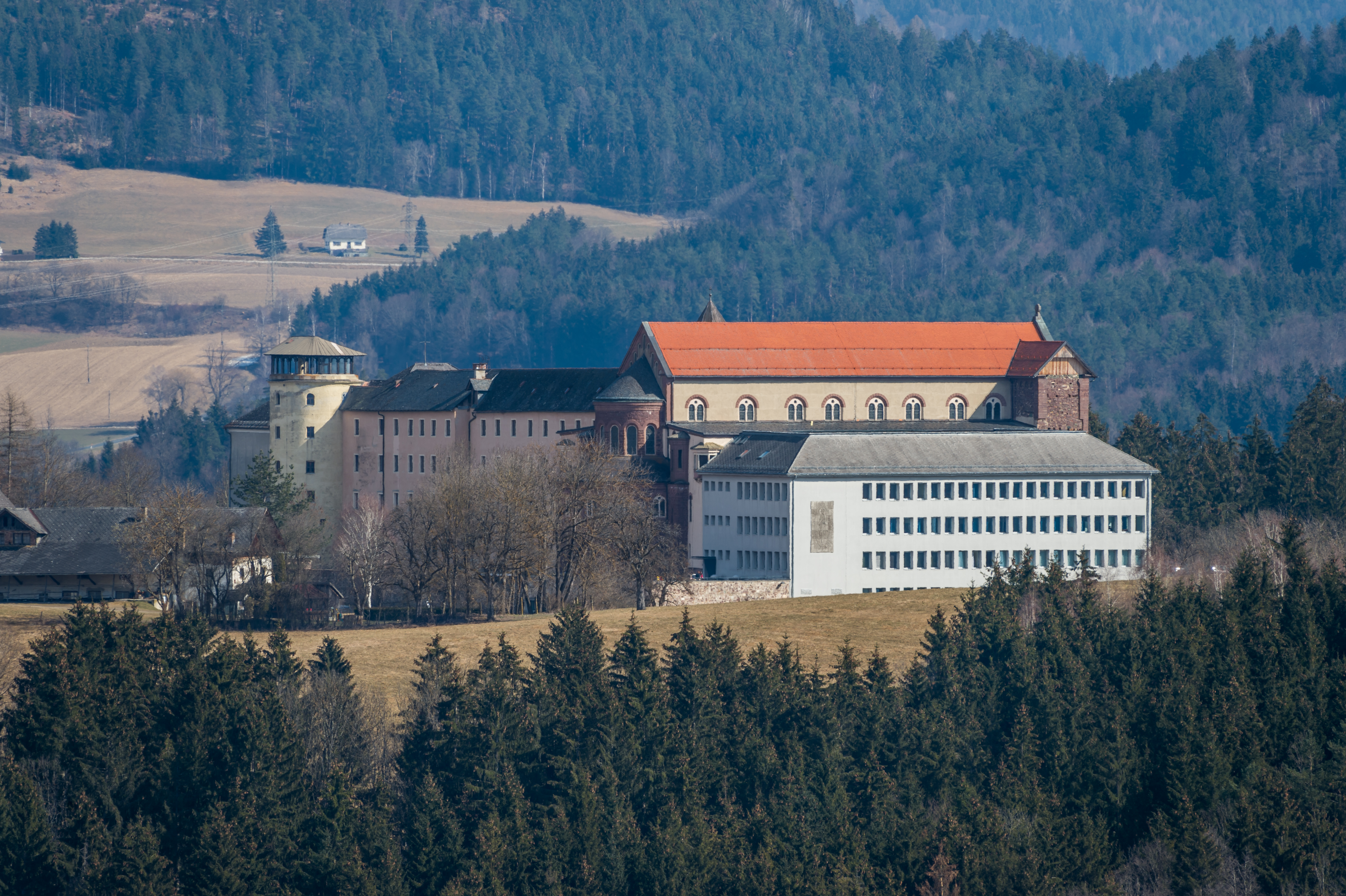
Klosterkirche Schloss Tanzenberg, Österreich
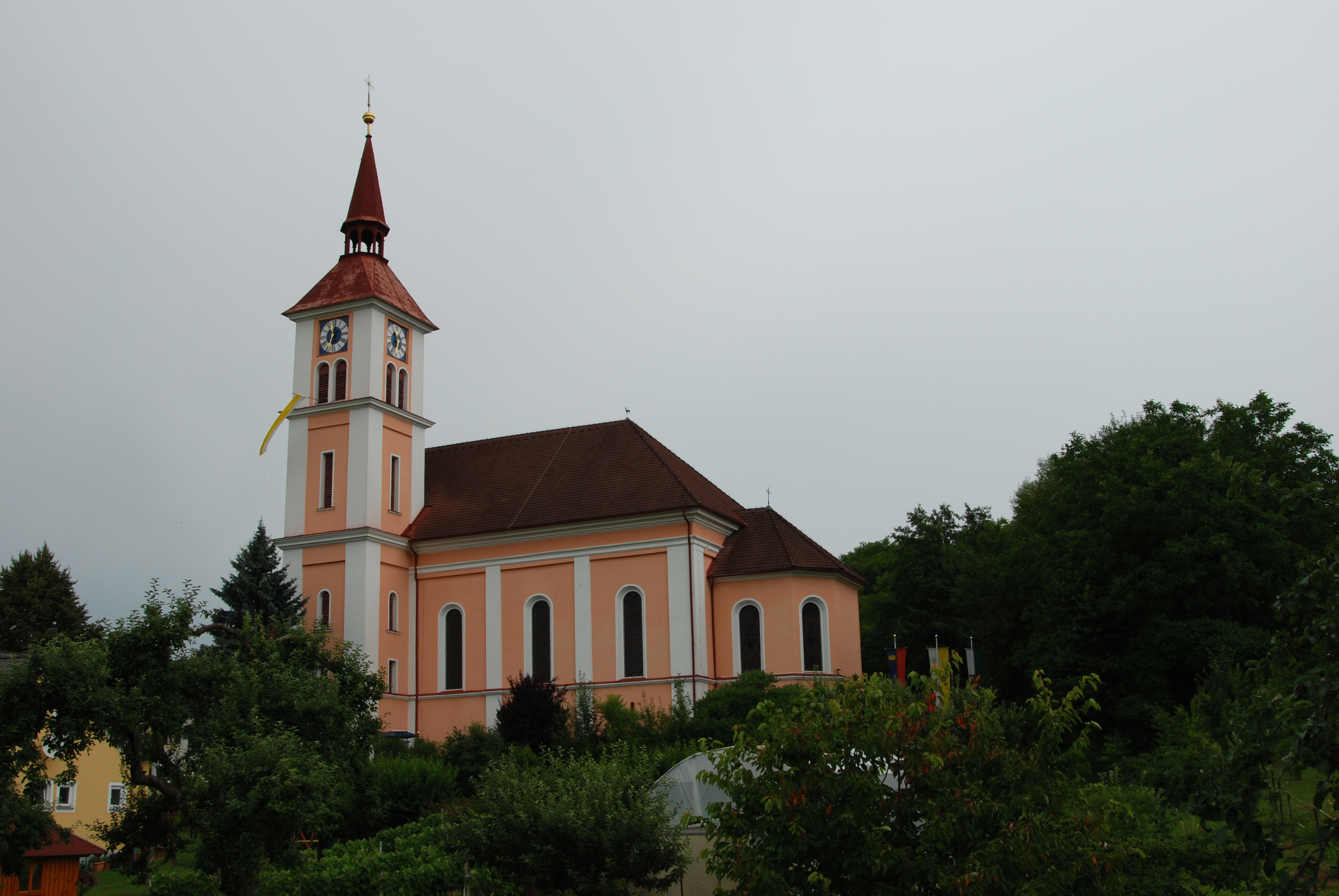
Pfarrkirche Unterlamm, Österreich
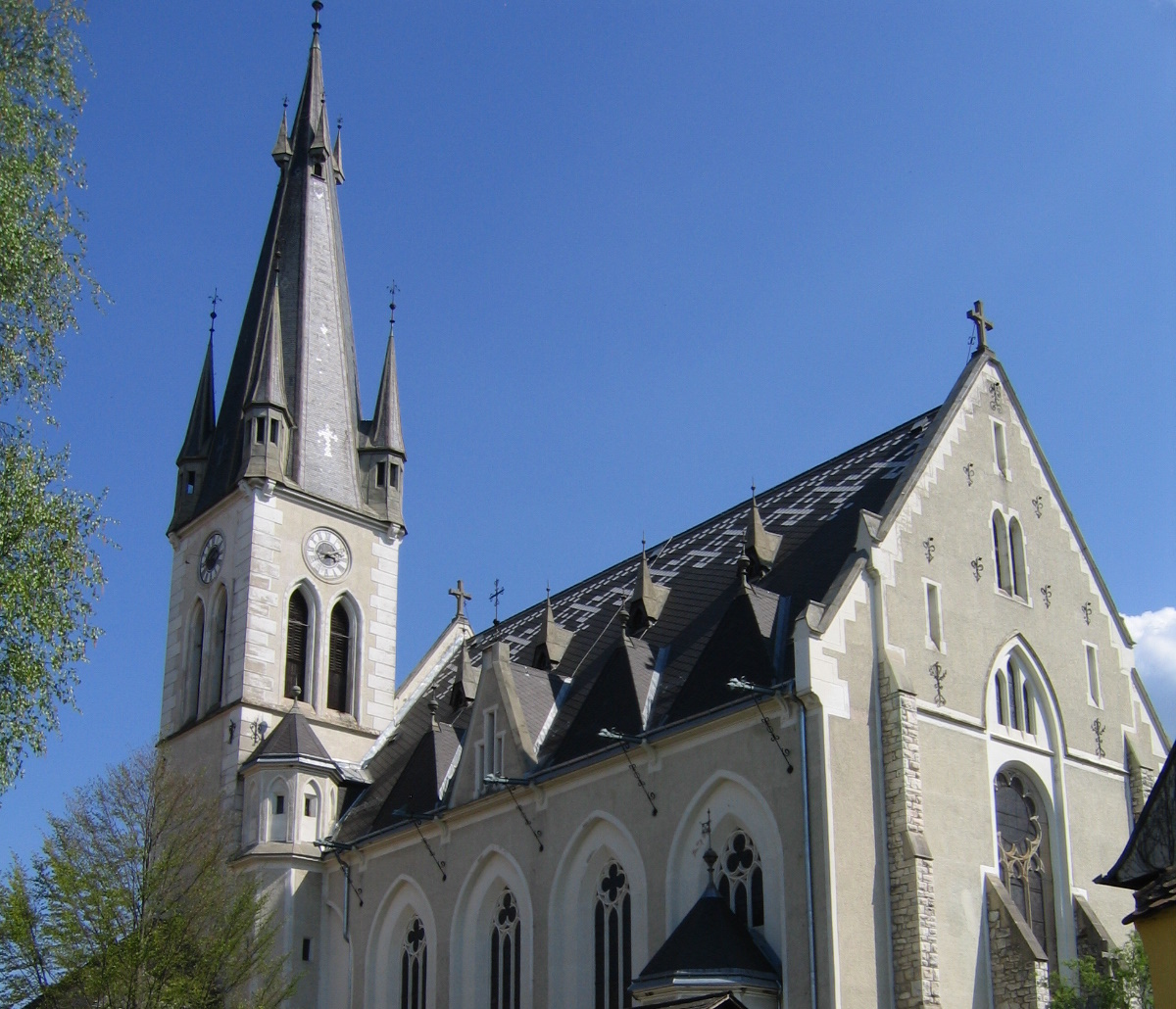
Pfarrkirche Weißkirchen in Steiermark, Österreich
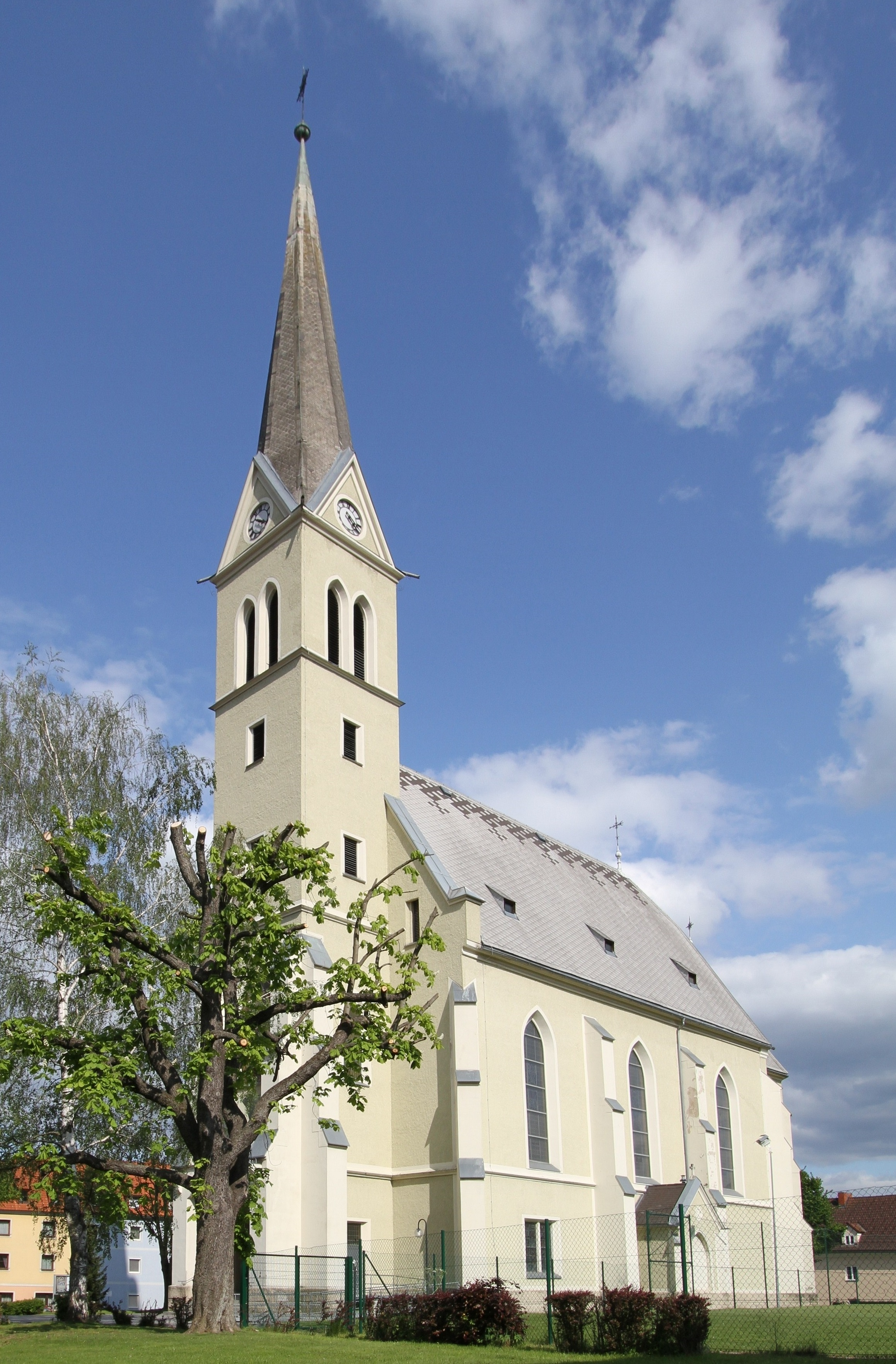
Pfarrkirche Zeltweg, Österreich
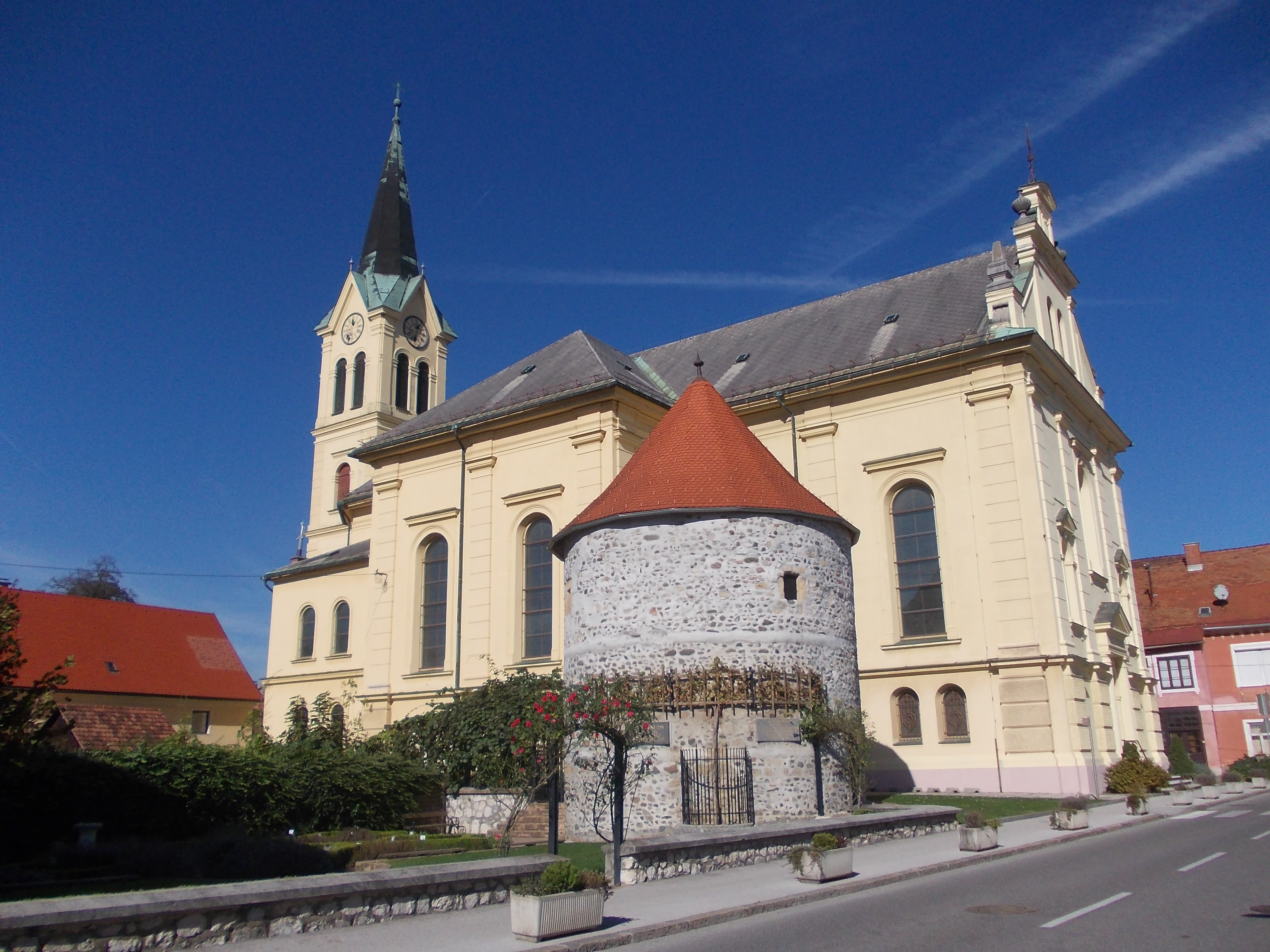
Pfarrkirche St. Nikolaus in Žalec, Slowenien